# فلاديسلاف كيزيليوف
فلاديسلاف كيزيليوف (بالروسية: Киселёв, Владислав Владимирович)‏ هو لاعب كرة قدم روسي وكازاخستاني في مركز الوسط، ولد في 12 أكتوبر 1980 في سانت بطرسبرغ في روسيا. لعب مع نادي آكتوبه.

## وصلات خارجية
- فلاديسلاف كيزيليوف على موقع Soccerway.com (الإنجليزية)